# Arco de Ladrillo
L'Arco de Ladrillo (literalment: Arc de Maons) és un monument singular de la ciutat de Valladolid. Es tracta d'un arc sobre les vies del ferrocarril Madrid-Hendaia, proper a l'Estació de Valladolid-Campo Grande. Va ser construït el 1856, i es va aixecar immediatament abans de l'estesa de les vies, per la qual cosa pot ser considerat com a la primera construcció ferroviària de la ciutat, pròleg de l'arribada del ferrocarril a Valladolid.

## Característiques
Salva tot l'espai de les vies traçant un arc escarser de 30 m de llum i 23 metres de radi de curvatura central, més estès a l'extradós, per unir-se als estreps. Cal destacar la netedat de la forma, fonent arc i contraforts. Les seves bases no són simètriques, una té unes dimensions de 6,50 metres d'ample i 2,60 metres d'alt mentre que l'altra és més ampla, amb 6,62 metres, però també més baixa, 1,71 metres. El projecte original definia la simetria en les seves bases; l'actual asimetria es deu a errors de replanteig de la cintra durant la seva execució i els petits ajustos després del descintrat.
Tota l'estructura consta de 147.276 maons massissos, amb un pes de 800 tones, disposats en fileres transversals, excepte en els estreps, on són horitzontals. Del total, 34.680 maons són visibles i cadascun d'ells mesura 22,2 centímetres de llarg, 14 d'ample i 5 d'alt. Hi ha més dades, confirmades aquest any. La base dels estreps és, en part, de maçoneria acarada. La seva cara superior està arrebossada, probablement per millorar la seva impermeabilitat.
Sense utilitat pràctica coneguda, possiblement va ser construït com una ostentació, conseqüència de la rivalitat entre ferro i maó a la fi del segle xix i principis del segle xx. Hi ha diverses versions diferents sobre el seu origen: García Valladolid l'atribueix a Julián Sánchez, com a encàrrec de la Companyia dels Camins de Ferro del Nord d'Espanya, com a model de com havien de ser els arcs que es col·locarien a la boca dels túnels, també s'atribueix a l'enginyer Venancio del Valle; alguns creuen que es va construir en honor de la Reina Isabel II quan va venir a Valladolid a inaugurar les obres del ferrocarril, però això ha de ser fals, ja que l'arc és anterior al ferrocarril; altres fonts afirmen que l'arc va servir per construir la cintra d'algun pont ferroviari, sobre el Duero o com a model general, però, probablement, la més creïble és la que l'atribueix a Joaquín Fernández Gamboa, amb motiu d'una exposició, per demostrar la qualitat i resistència del maó produït a la seva fàbrica.
Produeix el fenomen acústic que dues persones col·locades als seus extrems, per l'interior de cadascun dels estreps i parlant en un to de veu normal, se senten perfectament l'una a l'altra, sense que una tercera posada al centre percebi què diuen, ja que l'intradós condueix el so de forma molt eficaç.
El futur d'aquesta singular construcció és incert, ja que les obres de soterrament del ferrocarril al seu pas per la ciutat obligaran al seu desmuntatge i trasllat, operació complexa per a una estructura de maó.